# Lawrence Lambe
Pour les articles homonymes, voir Lambe.
Lawrence Morris Lambe est un géologue et un paléontologue canadien, né en 1863 et mort en 1919.

## Biographie
Lambe commence à travailler dans l’ouest du Canada en 1897. Il découvre de nombreux fossiles de nouvelles espèces de dinosaures durant les années suivantes. Il consacre également son temps à la réalisation des salles d’expositions des fossiles pour le muséum de la Commission géologique du Canada. En 1904, il décrit Centrosaurus, en 1910, Euoplocephalus, en 1913, Styracosaurus, en 1914, Chasmosaurus et Gorgosaurus, 1915, Eoceratops, 1917, Edmontosaurus et en 1919, Panoplosaurus[réf. nécessaire].